# بيغلو تي
شركة بيغلو تي Bigelow Tea Company هي شركة شاي أمريكية، مقرها في فيرفيلد في ولاية كونيتيكت.
أسستها روث بيغلو في 1945. وتتنوع منتجات الشركة بين أكثر من 50 نوعاً منهم الشاي الأسود والأخضر وشاي الأعشاب.